# Hellevad (Aabenraa)
Hellevad is een plaats in de Deense regio Zuid-Denemarken, gemeente Aabenraa, en telt 537 inwoners (2007). Het dorp ligt aan de voormalige Aabenraa Amtsbaner. Het stationsgebouw is bewaard gebleven.